# Kapellplatsen
Kapellplatsen är ett torg i stadsdelarna Vasastaden och Landala i Göteborg. Torget fick sitt namn 1886 efter Landalakapellet, som byggdes i hörnet av Kapellgatan och Erik Dahlbergsgatan år 1885. Redan under 1880-talet bedrevs fiskhandel på Kapellplatsen och organiserad torghandel inleddes år 1907. 

## Kapellplatsen spårvagnshållplats
År 1911 drogs spårvägen upp till Kapellplatsen och Aschebergsgatan slutade där fram till 1930, då den förlängdes fram till Holtermanska sjukhuset.

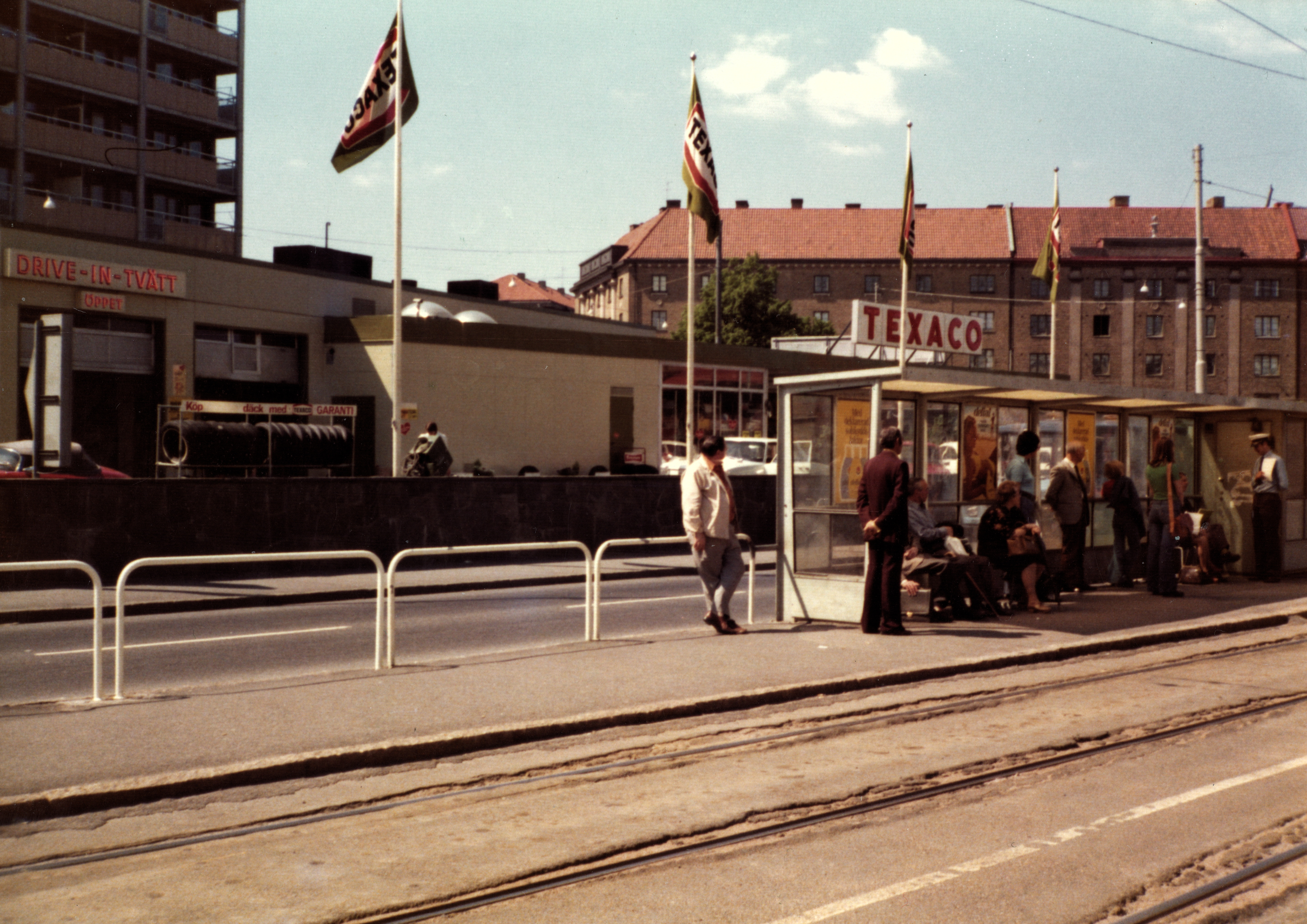
Kapellplatsens hållplats, cirka 1998
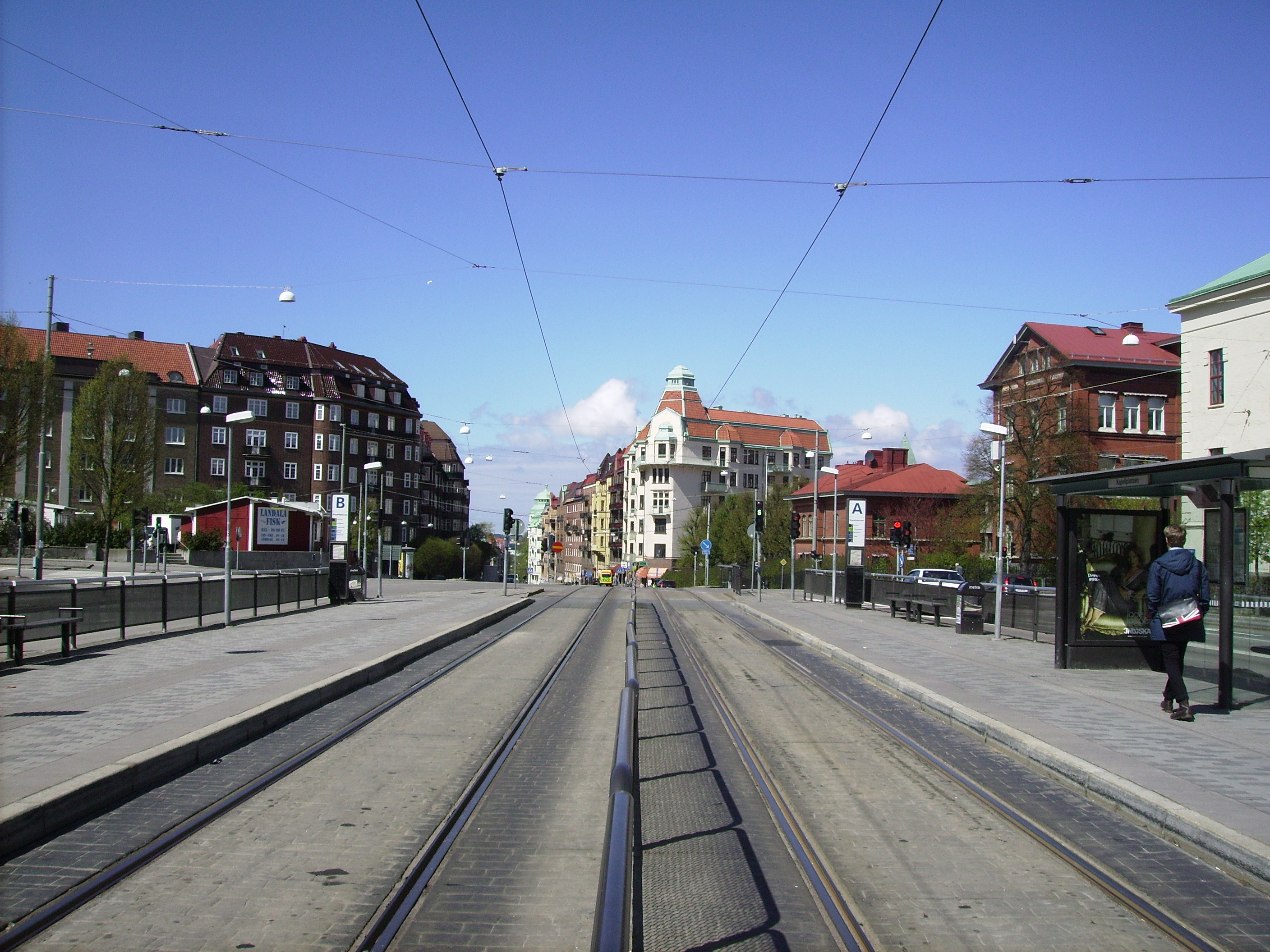

Utanför Kapellplatsens södra del, i triangeln Aschebergsgatan–Läraregatan–Amund Grefwegatan, sprängdes 1956 en stor bergknalle bort. Orsaken var att den skymde i en trafikkorsning, men främst för att Caltex Oil här lät uppföra en bensinstation. Den stod klar på sommaren samma år, och ersatte den station som legat i hörnet av Aschebergsgatan–Engelbrektsgatan. Bensinstationen lades ned på 1990-talet.